# Weston, Wisconsin
Weston är en ort i Marathon County i delstaten Wisconsin, USA.